# 파트리치오

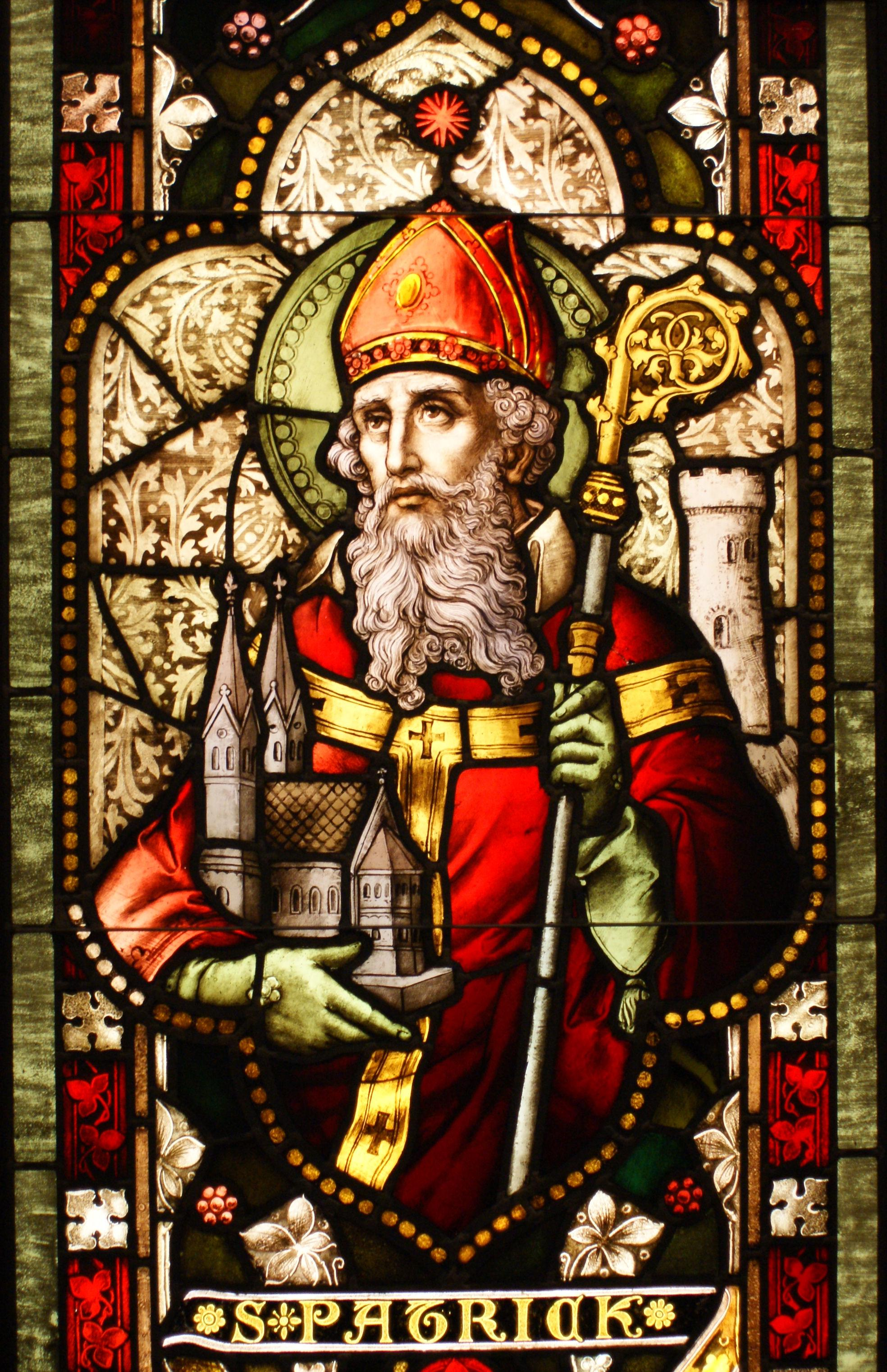
성 파트리키우스

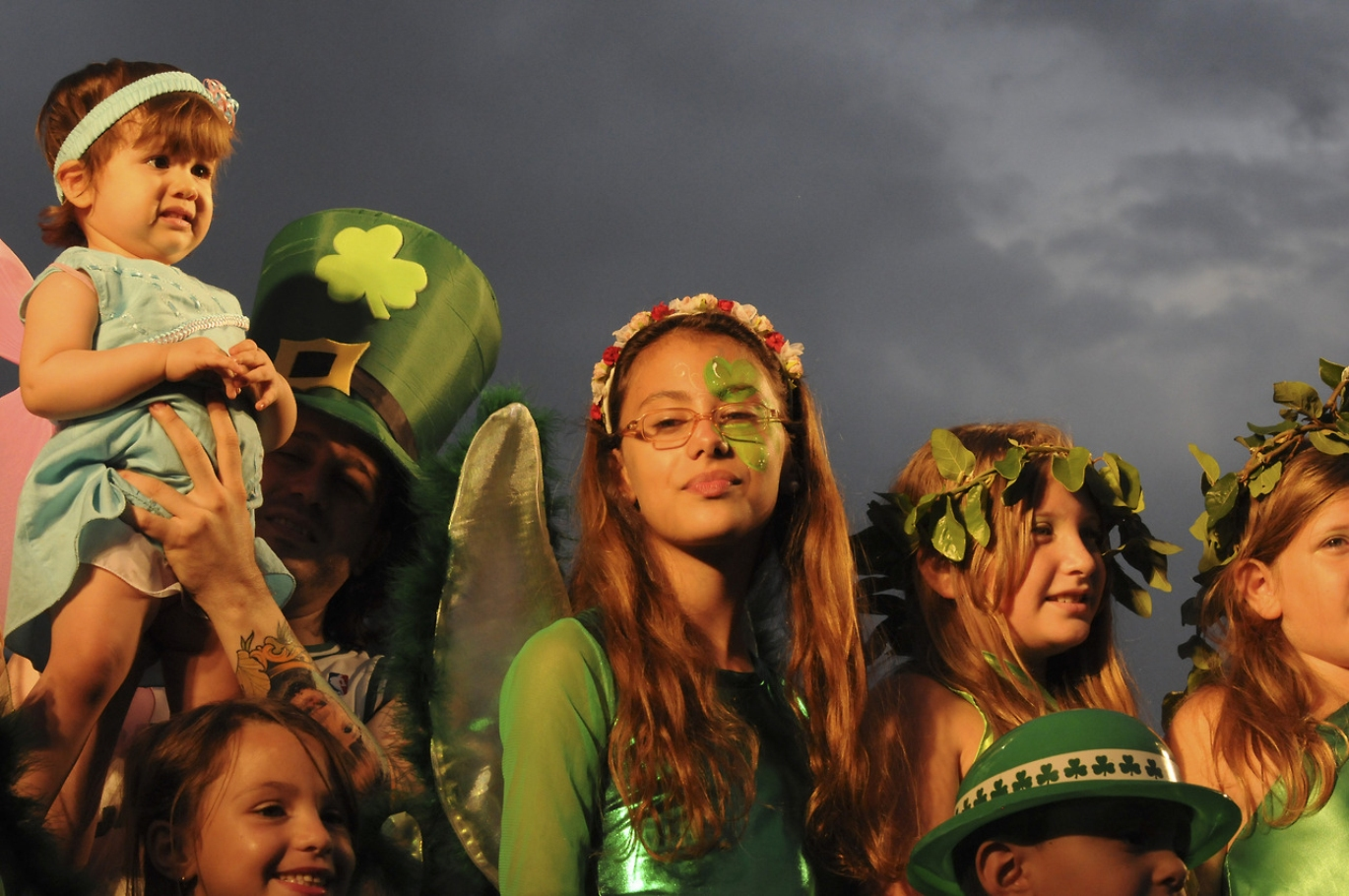
성 파트리키우스의 날, 부에노스아이레스 (아르헨티나)

마고누스 수케투스 파트리키우스 코티르티아쿠스(라틴어: Magonus Succetus Patricius Cothirthiacus), 통칭 성자 파트리키우스(라틴어: Sanctus Patricius 산투스 파트리키우스[*], 아일랜드어: Naomh Pádraig mac Calprainn 니우 파드라그 막 칼프란, 웨일스어: Sant Padrig 산트 파드리그, 영어: Saint Pactrik 세인트 패트릭[*]: 387년? ~ 461년? 3월 17일)은 아일랜드의 수호성인이다. 영국과 아일랜드에서 활동한 기독교 선교사이자 주교이다.

## 삶
4세기에 부유한 로마계 영국인 가문에서 태어났다. 파트리키우스의 아버지와 할아버지는 교회에서 부제를 맡고 있었다. 파트리키우스가 16살 때 해적에 납치되어 아일랜드로 끌려가 노예로 지냈다. 파트리키우스가 끌려간 장소는 아일랜드 서부 해안의 어딘가로 추정되지만 정확한 위치는 알려진 바 없다. 파트리키우스의 고백론에 따르면 자신은 하느님의 부름을 받아 해안에서 배를 타고 달아났고 영국으로 돌아왔으며, 갈리아 오세르에 있는 교회에서 사제가 되고자 공부를 하였다고 한다.
432년 파트리키우스는 주교로서 켈트 다신교를 믿었던 아일랜드 사람들에게 기독교를 전파하기 위해 다시 아일랜드로 향하였다. 아일랜드 민담에 따르면 파트리키우스는 아일랜드 사람들에게 삼위일체를 설명하기 위해 잎이 세 개인 토끼풀을 이용하였다고 한다. 기독교를 전파한 지 30년이 지난 461년 3월 17일 파트리키우스는 숨을 거두었고, 시신은 다운패트릭에서 화장했다는 설이 있다. 파트리키우스는 이후 아일랜드 가톨릭에서 존경을 받는 주요 인물이 되었다.

## 같이 보기
- 성 파트리치오 축일